# 奎宿十一
奎宿十一（双鱼座τ，tau Psc）是双鱼座的一颗恒星，视星等为+4.51，距离地球约169光年。